# Факултет спорта и физичког васпитања Универзитета у Нишу
Факултет спорта и физичког васпитања је високошколска установа у саставу Универзитета у Нишу. Обавља студије првог, другог и трећег степена, као и студије за иновацију знања и стручног образовања из области спорта и физичког васпитања.

## Историја
Године 1948, оснивањем Више педагошке школе, претече данашњег Факултета спорта и физичког васпитања у Нишу, и касније оснивање Групе за физичко васпитање направљени су први кораци у формирању овог факултета.

## Катедре
- Катедра индивидуалних спортова
- Катедра колективних спортова
- Катедра за примењену кинезиологију
- Катедра теоријско-методолошких предмета
- Катедра медицинских предмета
- Катедра друштвено-хуманистичких предмета